# Interestatal 66
La Interestatal 66 (en inglés: Interstate 66) y abreviada I-66, con una longitud de 76,28 millas (122,8 km), es una interestatal de sentido oeste-este ubicada en el estado estadounidense de Virginia y en Washington D. C.. La Interestatal 66 hace su recorrido en el Oeste desde la  I 81  en Middletown hacia el Este en la  US 29  en Washington D. C.. La carretera se interseca con la  I 495 .